# 1746
Portal Geschichte | Portal Biografien | Aktuelle Ereignisse | Jahreskalender | Tagesartikel

◄ |
17. Jahrhundert |
18. Jahrhundert
| 19. Jahrhundert | ►

◄ |
1710er |
1720er |
1730er |
1740er
| 1750er | 1760er | 1770er | ►

◄◄ |
◄ |
1742 |
1743 |
1744 |
1745 |
1746
| 1747 | 1748 | 1749 | 1750 | ► | ►►
Staatsoberhäupter  · Nekrolog   · Musikjahr
| Januar | Januar | Januar | Januar | Januar | Januar | Januar | Januar |
| Kw     | Mo     | Di     | Mi     | Do     | Fr     | Sa     | So     |
| ------ | ------ | ------ | ------ | ------ | ------ | ------ | ------ |
| 52     |        |        |        |        |        | 1      | 2      |
| 1      | 3      | 4      | 5      | 6      | 7      | 8      | 9      |
| 2      | 10     | 11     | 12     | 13     | 14     | 15     | 16     |
| 3      | 17     | 18     | 19     | 20     | 21     | 22     | 23     |
| 4      | 24     | 25     | 26     | 27     | 28     | 29     | 30     |
| 5      | 31     |        |        |        |        |        |        |

| Februar | Februar | Februar | Februar | Februar | Februar | Februar | Februar |
| Kw      | Mo      | Di      | Mi      | Do      | Fr      | Sa      | So      |
| ------- | ------- | ------- | ------- | ------- | ------- | ------- | ------- |
| 5       |         | 1       | 2       | 3       | 4       | 5       | 6       |
| 6       | 7       | 8       | 9       | 10      | 11      | 12      | 13      |
| 7       | 14      | 15      | 16      | 17      | 18      | 19      | 20      |
| 8       | 21      | 22      | 23      | 24      | 25      | 26      | 27      |
| 9       | 28      |         |         |         |         |         |         |

| März | März | März | März | März | März | März | März |
| Kw   | Mo   | Di   | Mi   | Do   | Fr   | Sa   | So   |
| ---- | ---- | ---- | ---- | ---- | ---- | ---- | ---- |
| 9    |      | 1    | 2    | 3    | 4    | 5    | 6    |
| 10   | 7    | 8    | 9    | 10   | 11   | 12   | 13   |
| 11   | 14   | 15   | 16   | 17   | 18   | 19   | 20   |
| 12   | 21   | 22   | 23   | 24   | 25   | 26   | 27   |
| 13   | 28   | 29   | 30   | 31   |      |      |      |

| April | April | April | April | April | April | April | April |
| Kw    | Mo    | Di    | Mi    | Do    | Fr    | Sa    | So    |
| ----- | ----- | ----- | ----- | ----- | ----- | ----- | ----- |
| 13    |       |       |       |       | 1     | 2     | 3     |
| 14    | 4     | 5     | 6     | 7     | 8     | 9     | 10    |
| 15    | 11    | 12    | 13    | 14    | 15    | 16    | 17    |
| 16    | 18    | 19    | 20    | 21    | 22    | 23    | 24    |
| 17    | 25    | 26    | 27    | 28    | 29    | 30    |       |

| Mai | Mai | Mai | Mai | Mai | Mai | Mai | Mai |
| Kw  | Mo  | Di  | Mi  | Do  | Fr  | Sa  | So  |
| --- | --- | --- | --- | --- | --- | --- | --- |
| 17  |     |     |     |     |     |     | 1   |
| 18  | 2   | 3   | 4   | 5   | 6   | 7   | 8   |
| 19  | 9   | 10  | 11  | 12  | 13  | 14  | 15  |
| 20  | 16  | 17  | 18  | 19  | 20  | 21  | 22  |
| 21  | 23  | 24  | 25  | 26  | 27  | 28  | 29  |
| 22  | 30  | 31  |     |     |     |     |     |

| Juni | Juni | Juni | Juni | Juni | Juni | Juni | Juni |
| Kw   | Mo   | Di   | Mi   | Do   | Fr   | Sa   | So   |
| ---- | ---- | ---- | ---- | ---- | ---- | ---- | ---- |
| 22   |      |      | 1    | 2    | 3    | 4    | 5    |
| 23   | 6    | 7    | 8    | 9    | 10   | 11   | 12   |
| 24   | 13   | 14   | 15   | 16   | 17   | 18   | 19   |
| 25   | 20   | 21   | 22   | 23   | 24   | 25   | 26   |
| 26   | 27   | 28   | 29   | 30   |      |      |      |

| Juli | Juli | Juli | Juli | Juli | Juli | Juli | Juli |
| Kw   | Mo   | Di   | Mi   | Do   | Fr   | Sa   | So   |
| ---- | ---- | ---- | ---- | ---- | ---- | ---- | ---- |
| 26   |      |      |      |      | 1    | 2    | 3    |
| 27   | 4    | 5    | 6    | 7    | 8    | 9    | 10   |
| 28   | 11   | 12   | 13   | 14   | 15   | 16   | 17   |
| 29   | 18   | 19   | 20   | 21   | 22   | 23   | 24   |
| 30   | 25   | 26   | 27   | 28   | 29   | 30   | 31   |

| August | August | August | August | August | August | August | August |
| Kw     | Mo     | Di     | Mi     | Do     | Fr     | Sa     | So     |
| ------ | ------ | ------ | ------ | ------ | ------ | ------ | ------ |
| 31     | 1      | 2      | 3      | 4      | 5      | 6      | 7      |
| 32     | 8      | 9      | 10     | 11     | 12     | 13     | 14     |
| 33     | 15     | 16     | 17     | 18     | 19     | 20     | 21     |
| 34     | 22     | 23     | 24     | 25     | 26     | 27     | 28     |
| 35     | 29     | 30     | 31     |        |        |        |        |

| September | September | September | September | September | September | September | September |
| Kw        | Mo        | Di        | Mi        | Do        | Fr        | Sa        | So        |
| --------- | --------- | --------- | --------- | --------- | --------- | --------- | --------- |
| 35        |           |           |           | 1         | 2         | 3         | 4         |
| 36        | 5         | 6         | 7         | 8         | 9         | 10        | 11        |
| 37        | 12        | 13        | 14        | 15        | 16        | 17        | 18        |
| 38        | 19        | 20        | 21        | 22        | 23        | 24        | 25        |
| 39        | 26        | 27        | 28        | 29        | 30        |           |           |

| Oktober | Oktober | Oktober | Oktober | Oktober | Oktober | Oktober | Oktober |
| Kw      | Mo      | Di      | Mi      | Do      | Fr      | Sa      | So      |
| ------- | ------- | ------- | ------- | ------- | ------- | ------- | ------- |
| 39      |         |         |         |         |         | 1       | 2       |
| 40      | 3       | 4       | 5       | 6       | 7       | 8       | 9       |
| 41      | 10      | 11      | 12      | 13      | 14      | 15      | 16      |
| 42      | 17      | 18      | 19      | 20      | 21      | 22      | 23      |
| 43      | 24      | 25      | 26      | 27      | 28      | 29      | 30      |
| 44      | 31      |         |         |         |         |         |         |

| November | November | November | November | November | November | November | November |
| Kw       | Mo       | Di       | Mi       | Do       | Fr       | Sa       | So       |
| -------- | -------- | -------- | -------- | -------- | -------- | -------- | -------- |
| 44       |          | 1        | 2        | 3        | 4        | 5        | 6        |
| 45       | 7        | 8        | 9        | 10       | 11       | 12       | 13       |
| 46       | 14       | 15       | 16       | 17       | 18       | 19       | 20       |
| 47       | 21       | 22       | 23       | 24       | 25       | 26       | 27       |
| 48       | 28       | 29       | 30       |          |          |          |          |

| Dezember | Dezember | Dezember | Dezember | Dezember | Dezember | Dezember | Dezember |
| Kw       | Mo       | Di       | Mi       | Do       | Fr       | Sa       | So       |
| -------- | -------- | -------- | -------- | -------- | -------- | -------- | -------- |
| 48       |          |          |          | 1        | 2        | 3        | 4        |
| 49       | 5        | 6        | 7        | 8        | 9        | 10       | 11       |
| 50       | 12       | 13       | 14       | 15       | 16       | 17       | 18       |
| 51       | 19       | 20       | 21       | 22       | 23       | 24       | 25       |
| 52       | 26       | 27       | 28       | 29       | 30       | 31       |          |

| Januar | Januar | Januar | Januar | Januar | Januar | Januar | Januar |
| Kw     | Mo     | Di     | Mi     | Do     | Fr     | Sa     | So     |
| ------ | ------ | ------ | ------ | ------ | ------ | ------ | ------ |
| 52     |        |        |        |        |        | 1      | 2      |
| 1      | 3      | 4      | 5      | 6      | 7      | 8      | 9      |
| 2      | 10     | 11     | 12     | 13     | 14     | 15     | 16     |
| 3      | 17     | 18     | 19     | 20     | 21     | 22     | 23     |
| 4      | 24     | 25     | 26     | 27     | 28     | 29     | 30     |
| 5      | 31     |        |        |        |        |        |        |

| Februar | Februar | Februar | Februar | Februar | Februar | Februar | Februar |
| Kw      | Mo      | Di      | Mi      | Do      | Fr      | Sa      | So      |
| ------- | ------- | ------- | ------- | ------- | ------- | ------- | ------- |
| 5       |         | 1       | 2       | 3       | 4       | 5       | 6       |
| 6       | 7       | 8       | 9       | 10      | 11      | 12      | 13      |
| 7       | 14      | 15      | 16      | 17      | 18      | 19      | 20      |
| 8       | 21      | 22      | 23      | 24      | 25      | 26      | 27      |
| 9       | 28      |         |         |         |         |         |         |

| März | März | März | März | März | März | März | März |
| Kw   | Mo   | Di   | Mi   | Do   | Fr   | Sa   | So   |
| ---- | ---- | ---- | ---- | ---- | ---- | ---- | ---- |
| 9    |      | 1    | 2    | 3    | 4    | 5    | 6    |
| 10   | 7    | 8    | 9    | 10   | 11   | 12   | 13   |
| 11   | 14   | 15   | 16   | 17   | 18   | 19   | 20   |
| 12   | 21   | 22   | 23   | 24   | 25   | 26   | 27   |
| 13   | 28   | 29   | 30   | 31   |      |      |      |

| April | April | April | April | April | April | April | April |
| Kw    | Mo    | Di    | Mi    | Do    | Fr    | Sa    | So    |
| ----- | ----- | ----- | ----- | ----- | ----- | ----- | ----- |
| 13    |       |       |       |       | 1     | 2     | 3     |
| 14    | 4     | 5     | 6     | 7     | 8     | 9     | 10    |
| 15    | 11    | 12    | 13    | 14    | 15    | 16    | 17    |
| 16    | 18    | 19    | 20    | 21    | 22    | 23    | 24    |
| 17    | 25    | 26    | 27    | 28    | 29    | 30    |       |

| Mai | Mai | Mai | Mai | Mai | Mai | Mai | Mai |
| Kw  | Mo  | Di  | Mi  | Do  | Fr  | Sa  | So  |
| --- | --- | --- | --- | --- | --- | --- | --- |
| 17  |     |     |     |     |     |     | 1   |
| 18  | 2   | 3   | 4   | 5   | 6   | 7   | 8   |
| 19  | 9   | 10  | 11  | 12  | 13  | 14  | 15  |
| 20  | 16  | 17  | 18  | 19  | 20  | 21  | 22  |
| 21  | 23  | 24  | 25  | 26  | 27  | 28  | 29  |
| 22  | 30  | 31  |     |     |     |     |     |

| Juni | Juni | Juni | Juni | Juni | Juni | Juni | Juni |
| Kw   | Mo   | Di   | Mi   | Do   | Fr   | Sa   | So   |
| ---- | ---- | ---- | ---- | ---- | ---- | ---- | ---- |
| 22   |      |      | 1    | 2    | 3    | 4    | 5    |
| 23   | 6    | 7    | 8    | 9    | 10   | 11   | 12   |
| 24   | 13   | 14   | 15   | 16   | 17   | 18   | 19   |
| 25   | 20   | 21   | 22   | 23   | 24   | 25   | 26   |
| 26   | 27   | 28   | 29   | 30   |      |      |      |

| Juli | Juli | Juli | Juli | Juli | Juli | Juli | Juli |
| Kw   | Mo   | Di   | Mi   | Do   | Fr   | Sa   | So   |
| ---- | ---- | ---- | ---- | ---- | ---- | ---- | ---- |
| 26   |      |      |      |      | 1    | 2    | 3    |
| 27   | 4    | 5    | 6    | 7    | 8    | 9    | 10   |
| 28   | 11   | 12   | 13   | 14   | 15   | 16   | 17   |
| 29   | 18   | 19   | 20   | 21   | 22   | 23   | 24   |
| 30   | 25   | 26   | 27   | 28   | 29   | 30   | 31   |

| August | August | August | August | August | August | August | August |
| Kw     | Mo     | Di     | Mi     | Do     | Fr     | Sa     | So     |
| ------ | ------ | ------ | ------ | ------ | ------ | ------ | ------ |
| 31     | 1      | 2      | 3      | 4      | 5      | 6      | 7      |
| 32     | 8      | 9      | 10     | 11     | 12     | 13     | 14     |
| 33     | 15     | 16     | 17     | 18     | 19     | 20     | 21     |
| 34     | 22     | 23     | 24     | 25     | 26     | 27     | 28     |
| 35     | 29     | 30     | 31     |        |        |        |        |

| September | September | September | September | September | September | September | September |
| Kw        | Mo        | Di        | Mi        | Do        | Fr        | Sa        | So        |
| --------- | --------- | --------- | --------- | --------- | --------- | --------- | --------- |
| 35        |           |           |           | 1         | 2         | 3         | 4         |
| 36        | 5         | 6         | 7         | 8         | 9         | 10        | 11        |
| 37        | 12        | 13        | 14        | 15        | 16        | 17        | 18        |
| 38        | 19        | 20        | 21        | 22        | 23        | 24        | 25        |
| 39        | 26        | 27        | 28        | 29        | 30        |           |           |

| Oktober | Oktober | Oktober | Oktober | Oktober | Oktober | Oktober | Oktober |
| Kw      | Mo      | Di      | Mi      | Do      | Fr      | Sa      | So      |
| ------- | ------- | ------- | ------- | ------- | ------- | ------- | ------- |
| 39      |         |         |         |         |         | 1       | 2       |
| 40      | 3       | 4       | 5       | 6       | 7       | 8       | 9       |
| 41      | 10      | 11      | 12      | 13      | 14      | 15      | 16      |
| 42      | 17      | 18      | 19      | 20      | 21      | 22      | 23      |
| 43      | 24      | 25      | 26      | 27      | 28      | 29      | 30      |
| 44      | 31      |         |         |         |         |         |         |

| November | November | November | November | November | November | November | November |
| Kw       | Mo       | Di       | Mi       | Do       | Fr       | Sa       | So       |
| -------- | -------- | -------- | -------- | -------- | -------- | -------- | -------- |
| 44       |          | 1        | 2        | 3        | 4        | 5        | 6        |
| 45       | 7        | 8        | 9        | 10       | 11       | 12       | 13       |
| 46       | 14       | 15       | 16       | 17       | 18       | 19       | 20       |
| 47       | 21       | 22       | 23       | 24       | 25       | 26       | 27       |
| 48       | 28       | 29       | 30       |          |          |          |          |

| Dezember | Dezember | Dezember | Dezember | Dezember | Dezember | Dezember | Dezember |
| Kw       | Mo       | Di       | Mi       | Do       | Fr       | Sa       | So       |
| -------- | -------- | -------- | -------- | -------- | -------- | -------- | -------- |
| 48       |          |          |          | 1        | 2        | 3        | 4        |
| 49       | 5        | 6        | 7        | 8        | 9        | 10       | 11       |
| 50       | 12       | 13       | 14       | 15       | 16       | 17       | 18       |
| 51       | 19       | 20       | 21       | 22       | 23       | 24       | 25       |
| 52       | 26       | 27       | 28       | 29       | 30       | 31       |          |

## Ereignisse

### Politik und Weltgeschehen

#### Großbritannien

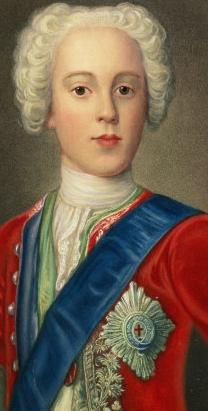
Bonnie Prince Charlie

- Statt auf das völlig unvorbereitete London zu marschieren, zieht sich Charles Edward Stuart nach Schottland zurück, um seine Jakobitenarmee neu aufzubauen. Das gibt den Truppen von König George II. Zeit, sich unter William Augustus, Duke of Cumberland, neu zu formieren, und dem Zweiten Jakobitenaufstand entgegenzutreten.
- 17. Januar: In der Schlacht von Falkirk besiegen die schottischen Jakobiten unter Charles Edward Stuart britische Regierungstruppen unter General Henry Hawley, zieht sich aber weit nach Norden bis nach Inverness zurück.
- 16. Februar: Im Rout of Moy schlagen fünf Jakobiten ein 1.500 Mann starkes Regierungsheer in die Flucht.
- 16. April: Die Anhänger der Stuarts werden von den Truppen Georges II. unter William Augustus, Duke of Cumberland in der Schlacht bei Culloden vernichtend geschlagen. Bonnie Prince Charlie gelingt die Flucht und entkommt den englischen Truppen mit der Unterstützung von Flora MacDonald in Frauenkleidern.
- Die britische Regierung reagiert auf den Aufstand von 1745/46 sehr entschieden und mit drakonischen Maßnahmen. Truppen werden ins Hochland gebracht und dort an strategisch wichtigen Punkten in Festungen wie dem speziell dafür gebauten riesigen Fort George in der Nähe von Inverness postiert. Die am Aufstand beteiligten Clanchiefs und oft auch die Clanmitglieder müssen ins Ausland fliehen oder werden nach Schauprozessen hingerichtet.
- 1. August: Mit dem Act of Proscription wird in Schottland das Tragen des „Highland Dress“, der schottischen Regionaltracht inklusive Kilt und Tartan, durch England verboten. Ziel des Gesetzes ist es, die schottischen Clans, die das Haus Stuart traditionell unterstützen, endgültig zu zerschlagen.
- 20. September: Charles Edward Stuart schifft sich nach Frankreich ein. Er kehrt nie wieder auf die britischen Inseln zurück.

#### Österreichischer Erbfolgekrieg

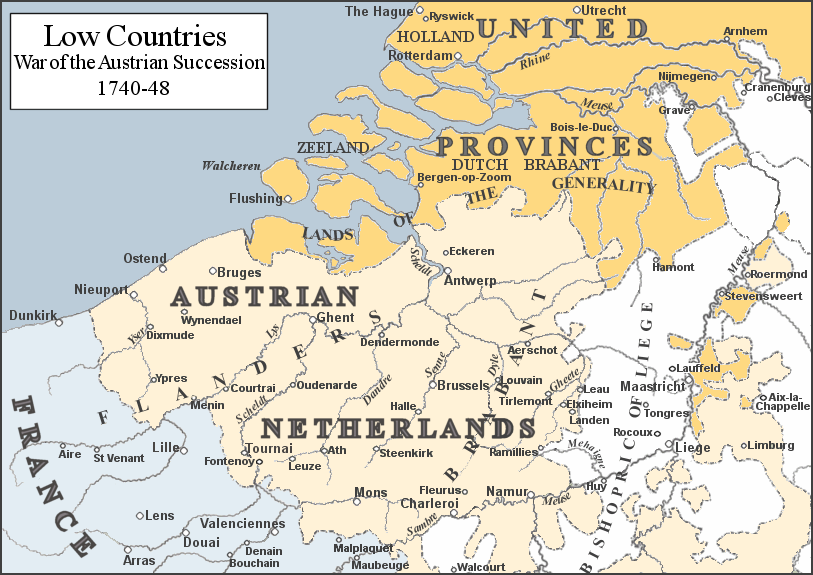
Die Österreichischen Niederlande um 1740

- Januar/Februar: Da Großbritannien – durch den Jakobiteraufstand bedrängt – Truppen vom Kontinent abziehen muss, kann die französische Armee unter Hermann Moritz Graf von Sachsen relativ ungehindert auf Brüssel marschieren und die Stadt nach einer einmonatigen Belagerung einnehmen. Die Städte Mechelen, Antwerpen, Charleroi und Mons in den Österreichischen Niederlanden fallen im Anschluss. Während der Belagerung von Namur schlägt der Marschall von Sachsen das österreichische Entsatzheer in der Schlacht bei Huy und erobert anschließend die Festung.
- 16. Juni: In der Schlacht bei Piacenza besiegen die Österreicher unter Fürst Josef Wenzel von Liechtenstein eine französisch-spanische Armee und zwingen sie zum Rückzug aus Oberitalien. Die Pragmatische Armee erobert im Anschluss die Lombardei, Piemont und Savoyen ebenso wie die Herzogtümer Parma, Piacenza und Guastalla. Die spanischen Truppen ziehen sich daraufhin über Genua nach Spanien zurück. Mit Hilfe der britischen Flotte stoßen die Österreicher und Sarden erfolgreich in die Provence vor und belagern Antibes.

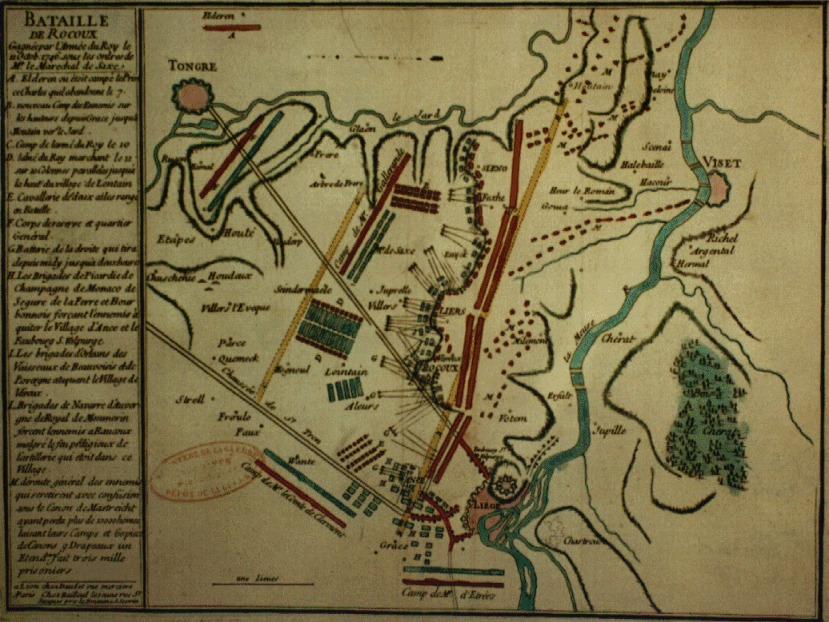
Plan der Schlacht bei Roucoux, links die Franzosen, rechts die pragmatische Armee

- 11. Oktober: In der Schlacht bei Roucoux besiegen die Franzosen unter Moritz von Sachsen die verbündeten Österreicher, Briten und Niederländer unter Karl Alexander von Lothringen. Unmittelbar nach der Schlacht erobern die Franzosen Lüttich, zu weiteren militärischen Operationen kommt es aufgrund der fortgeschrittenen Jahreszeit nicht mehr.

#### Spanien
- 9. Juli: Nach dem Tod von König Philipp V. wird dessen Sohn unter dem Namen Ferdinand VI. König von Spanien. Ferdinands Stiefmutter Elisabetta Farnese, die ihn lange von den inneren Hofkreisen ferngehalten hat, verliert ihren Einfluss am Hof. Auf Betreiben der neuen Königin Maria Barbara de Bragança verlieren auch die italienischen Höflinge von Elisabeth an Bedeutung. Premierminister Sebastián de la Cuadra y Llarena wird im Dezember entlassen und durch José de Carvajal y Lancaster ersetzt. Kriegs- und Finanzminister Zenón de Somodevilla y Bengoechea bleibt hingegen im Amt.

#### Dänemark-Norwegen
- 6. August: Auf den verstorbenen Christian VI. folgt Friedrich V. als König von Dänemark und Norwegen. Er wird damit gleichzeitig Herzog von Schleswig und Holstein und Graf von Oldenburg und Delmenhorst. Seine Regentschaft, bei der er sich stark auf seine Berater Johann Hartwig Ernst von Bernstorff und Adam Gottlob von Moltke verlässt, zeichnet sich durch Frieden und Wohlstand in seinen Ländern aus.

#### Heiliges Römisches Reich

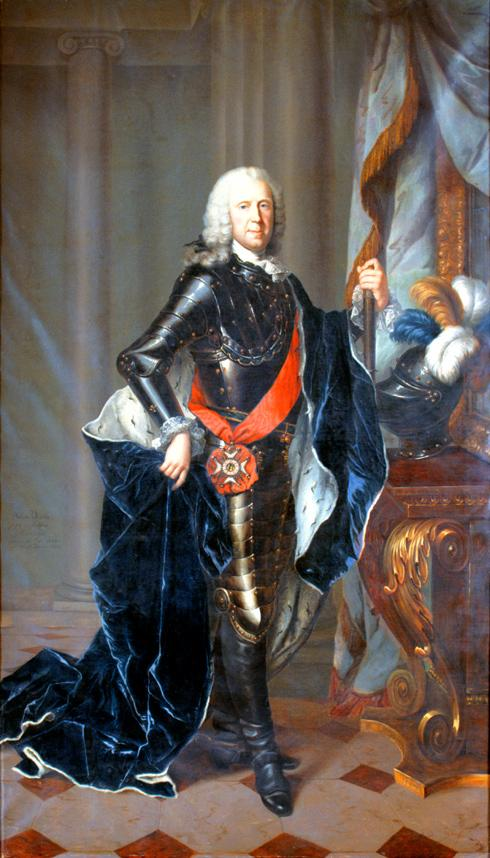
Herzog Anton Ulrich von Sachsen-Meiningen

- 10. März: Nach dem Tod von Friedrich Wilhelm wird sein Halbbruder Anton Ulrich alleiniger Herrscher im Herzogtum Sachsen-Meiningen. Er ist zu diesem Zeitpunkt bereits 59 Jahre alt und ohne erbberechtigte Nachkommen, weshalb sich der verwandte ernestinische Herzog Friedrich III. von Sachsen-Gotha-Altenburg Hoffnungen macht, die Herrschaft in dem Fürstentum übernehmen zu können.
- 14. April: August Wilhelm folgt seinem verstorbenen Vater Ernst Ferdinand als Herzog von Braunschweig-Wolfenbüttel-Bevern.
- 16. Mai: Da Herzog Johann Adolf II. von Sachsen-Weißenfels bei seinem Tod keine Nachfolger hinterlässt, fällt die Sekundogenitur an das Kurfürstentum Sachsen unter Friedrich August II.
- 8. Juni: Nach dem Tod von Friedrich III. folgt ihm sein Neffe Friedrich IV. als Landgraf von Hessen-Homburg. Am 10. Oktober heiratet er Ulrike Luise zu Solms-Braunfels, die Tochter des Fürsten Friedrich Wilhelm von Solms-Braunfels. Kurz nach der Hochzeit erhebt Landgraf Ludwig VIII. von Hessen-Darmstadt Ansprüche auf Hessen-Homburg.
- 16. August: Nach dem erbenlosen Tod von Giuseppe Gonzaga wird das Herzogtum Guastalla von Kaiser Franz I. Stephan eingezogen.

#### Amerikanische und Indische Kolonien
- 21. September: Eine französische Streitmacht unter Admiral Bertrand François Mahé de La Bourdonnais nimmt im Ersten Karnatischen Krieg die zuvor von den Briten beherrschte indische Stadt Madras ein.

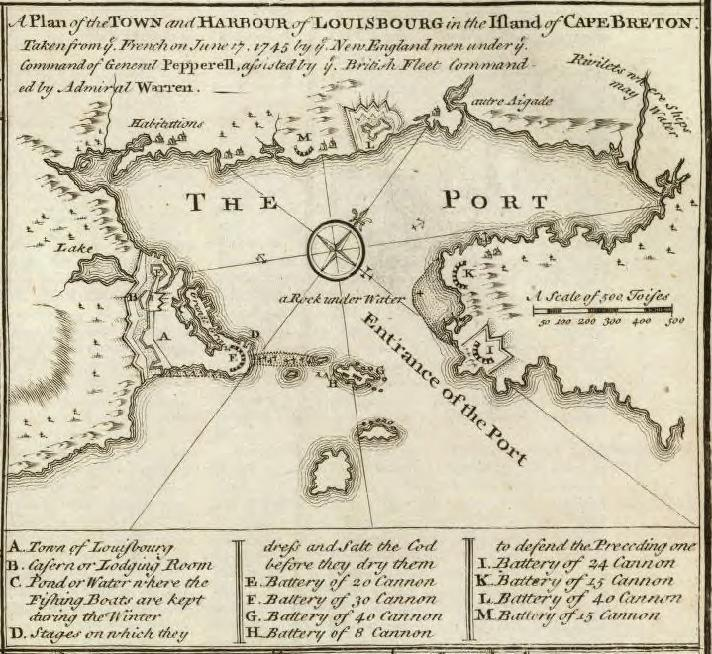
Louisburg um 1745

- Nach der Eroberung der französischen Festung Louisbourg auf der Kap-Breton-Insel im Vorjahr planen während King George’s War in den amerikanischen Kolonien rund 4000 Mann aus Neuengland unter der Leitung von William Shirley, dem Gouverneur von Massachusetts, einen koordinierten Angriff auf das Zentrum der französischen Kolonie Québec mit den Städten Montreal und Québec-Stadt. Die gewünschte Verstärkung aus England bleibt aber aus, so dass dieser Angriff nicht zustande kommt. Gleichzeitig scheitert eine französische Flotte aus 76 Schiffen beim Versuch, Louisbourg zurückzugewinnen.

#### Weitere Ereignisse in Asien
- 11. April: Sadiq Muhammad Khan I., Nawab von Bahawalpur, wird in einer Schlacht gegen Khuda Yar Khan Kalhora bei der Belagerung von Shikarpur getötet. Nachfolger wird sein Sohn Muhammad Bahawal Khan I.

### Wirtschaft
- Die nach dem Schneeballsystem arbeitende Dukatensozietät wird in Neuwied gegründet. Wenig später wird sie als gefährlich eingestuft und verboten.

### Wissenschaft und Technik

#### Astronomie

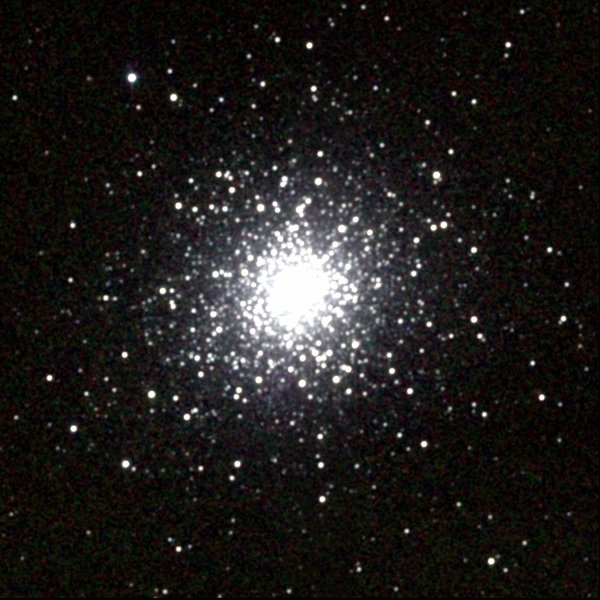
Kugelsternhaufen Messier 2

- 11. September: Der in Paris lebende italienische Astronom Giovanni Domenico Maraldi entdeckt im Sternbild Wassermann einen „nebligen Stern“, den später als Messier 2 bezeichneten Kugelsternhaufen. Im gleichen Jahr entdeckt er auch den Kugelsternhaufen Messier 15.
- Der französische Amateurastronom Jean-Philippe de Chéseaux entdeckt zwei Kugelsternhaufen, die später die Namen Messier 4 und Messier 71 erhalten.

#### Mathematik / Chemie / Physik
- Matthew Stewart stellt den Satz von Stewart auf.
- Der englische Erfinder John Roebuck entwickelt ein Verfahren zur Herstellung von Schwefelsäure in Bleikammern, das sogenannte Bleikammerverfahren.

#### Lehre und Forschung
- 22. Oktober: Das College of New Jersey wird gegründet, aus dem sich die Princeton University entwickelt.
- Joseph von Petrasch gründet in Olmütz die Sprachgesellschaft Societas incognitorum. Das selbstgesteckte Ziel der Gelehrtengesellschaft ist die Förderung der Wissenschaften, besonders der Naturwissenschaft, der Mathematik, der Numismatik, der Geschichtsforschung und auch der Philologie und Literatur.

### Kultur
- 6. Februar: Die Uraufführung der Oper Cajo Mario von Niccolò Jommelli findet in Bologna statt.
- 14. Februar: An Occasional Oratorio, ein Oratorium von Georg Friedrich Händel, welches auf einem Libretto von Newburgh Hamilton nach einer Dichtung von John Milton und Edmund Spenser basiert, wird in London uraufgeführt.
- 4. Oktober: Scylla et Glaucus, die einzige Oper von Jean-Marie Leclair, wird an der Académie royale de musique in Paris uraufgeführt. In dieser Saison kommt sie auf 17 Aufführungen. Das Libretto basiert auf Ovids Metamorphosen.
- Das Theaterstück Arlecchino servitore di due padroni (Der Diener zweier Herren) von Carlo Goldoni wird in Mailand uraufgeführt. Es gilt als Höhepunkt der Commedia dell’arte.
- Die Tragödie Canut, ein Trauerspiel von Johann Elias Schlegel wird in Kopenhagen uraufgeführt.
- Der Schlossgarten hinter dem Schloss Karlsruhe wird fertiggestellt.

### Gesellschaft

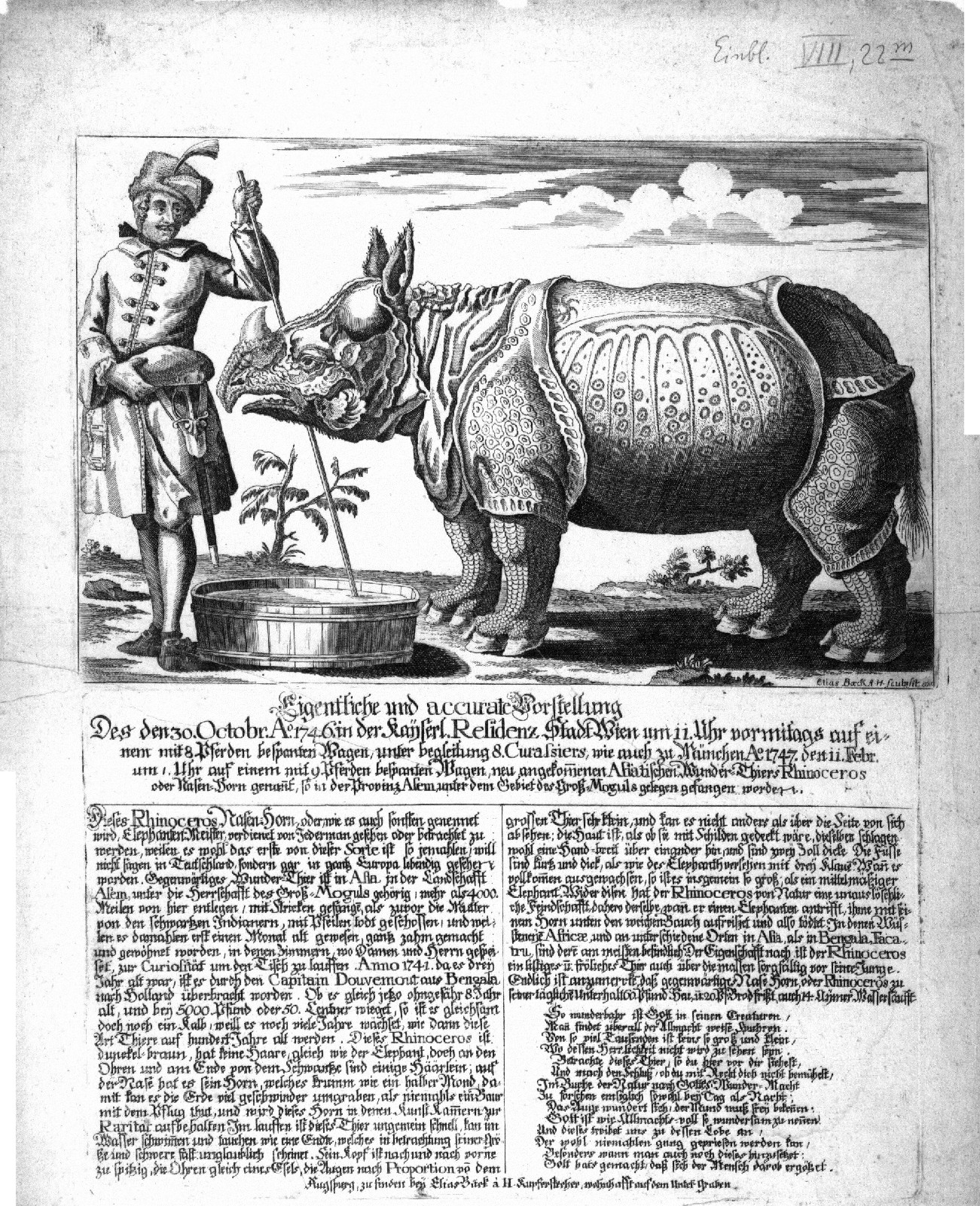
Flugblatt 1746

- Frühjahr: Douwe Mout van der Meer begibt sich mit dem Nashorn Clara von Rotterdam aus auf Schautour durch Europa. Über Hannover geht es nach Berlin, wo das Tier am 26. April von Friedrich dem Großen besichtigt wird. Die Reise wird über Frankfurt an der Oder und Breslau fortgesetzt. Nach einem durch anhaltende Regenfälle verlängerten Aufenthalt in Breslau erreicht das Gespann am 30. Oktober Wien. Am 5. November erscheinen nebst einer kaiserlichen Familienentourage Kaiser Franz I. und Maria Theresia zur Besichtigung. Herr Van der Meer wird bei dieser Gelegenheit in den Adelsstand erhoben. Am 26. November begibt sich Douwe Mout van der Meer mit seiner Clara wieder auf den Heimweg.

### Religion
- 1. Mai: Jakob Ernst von Liechtenstein-Kastelkorn, Fürsterzbischof von Salzburg, ernennt Franz Karl Eusebius von Waldburg-Friedberg und Trauchburg als Nachfolger des am 24. März verstorbenen Joseph Franz Valerian von Arco zum Fürstbischof von Chiemsee. Nach der päpstlichen Bestätigung am 13. Mai erfolgt am 14. Mai die Bischofsweihe und am 18. Mai die Amtseinführung in Herrenchiemsee.

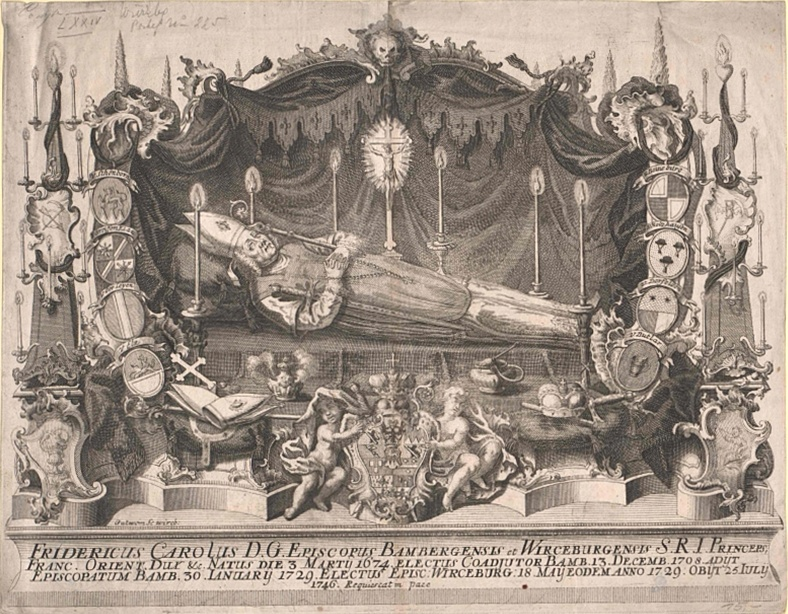
Friedrich Karl von Schönborn auf dem Sterbebett, 1746

- 26. Juli: Friedrich Karl von Schönborn-Buchheim stirbt. Zu seinem Nachfolger als Fürstbischof von Würzburg wird am 29. August Anselm Franz von Ingelheim gewählt. Die Wahl wird am 28. November von Papst Benedikt XIV. bestätigt. Johann Philipp Anton von und zu Frankenstein wird am 26. September Friedrichs Nachfolger als Bischof von Bamberg.

### Katastrophen
- 2. Oktober: Beim Untergang der drei französischen Kriegsschiffe Duc d'Orléans (54 Kanonen), Phénix (54 Kanonen) und Lys (40 Kanonen) in einem Hurrikan bei Madras (Indien) sterben etwa 1.200 Besatzungsmitglieder.
- 28. Oktober: Bei einem Erdbeben der Stärke 8,4 im Gebiet Limas in Peru kommen rund 18.000 Menschen ums Leben. Die Hafenstadt Callao wird durch den anschließenden Tsunami praktisch ausgelöscht.

## Geboren

### Erstes Quartal
- 04. Januar: Benjamin Rush, Unterzeichner der Unabhängigkeitserklärung der USA († 1813)
- 11. Januar: František Adam Míča, böhmischer Komponist († 1811)
- 12. Januar: Johann Heinrich Pestalozzi, Schweizer Pädagoge, Philanthrop, Schul- und Sozialreformer, Philosoph sowie Politiker († 1827)
- 15. Januar: Balthasar Anton Dunker, deutscher Maler, Radierer und Schriftsteller († 1807)
- 17. Januar: Franz Aßner, österreichischer Kupferstecher († 1814)
- 17. Januar: Paul Brigham, US-amerikanischer Politiker, Jurist und Gouverneur von Vermont († 1824)
- 22. Januar: Ferdinand Attems, österreichischer Politiker († 1820)
- 24. Januar: Gustav III., König von Schweden († 1792)
- 25. Januar: Félicité de Genlis, französische Hofdame und Schriftstellerin († 1830)
- 29. Januar: Pierre Picot, Schweizer evangelischer Geistlicher und Hochschullehrer († 1822)
- 31. Januar: Friedrich Ludwig Fürst zu Hohenlohe-Ingelfingen, preußischer General († 1818)
- 04. Februar: Tadeusz Kościuszko, polnischer Adeliger, General und Revolutionär († 1817)
- 05. Februar: Charles Cotesworth Pinckney, US-amerikanischer Politiker († 1825)
- 08. Februar: Susanna Margaretha Brandt, deutsche Magd und Kindsmörderin, Vorbild für das Gretchen in Goethes Faust († 1772)
- 11. Februar: Luis Paret y Alcázar, spanischer Maler († 1799)
- 15. Februar: Wilhelm Heinse, deutscher Schriftsteller, Gelehrter und Bibliothekar († 1803)
- 20. Februar: Elisabeth Augusta Wendling, deutsche Opernsängerin († 1786)
- 24. Februar: Uno von Troil, schwedischer lutherischer Theologe und Erzbischof von Uppsala († 1803)
- 26. Februar: Maria Amalia von Österreich, Herzogin von Parma († 1804)
- 27. Februar: Carl Gottlieb Svarez, preußischer Jurist und Justizreformer († 1798)
- 02. März: Karoline von Hessen-Darmstadt, Landgräfin von Hessen-Homburg († 1821)
- 03. März: Izabela Czartoryska, polnisch-pommersche Adelige, Schriftstellerin, Philanthropin, Mäzenin, Salonière und Kunstsammlerin († 1835)
- 05. März: Georg Wilhelm Pfingsten, deutscher Taubstummenlehrer († 1827)
- 07. März: André Michaux, französischer Botaniker und Forschungsreisender († 1802)
- 09. März: Franz Georg Karl von Metternich, Diplomat und Minister in österreichischen Diensten († 1818)
- 29. März: Carlo Buonaparte, korsischer Adeliger, Freiheitskämpfer und Politiker, Vater von Napoléon Bonaparte († 1785)

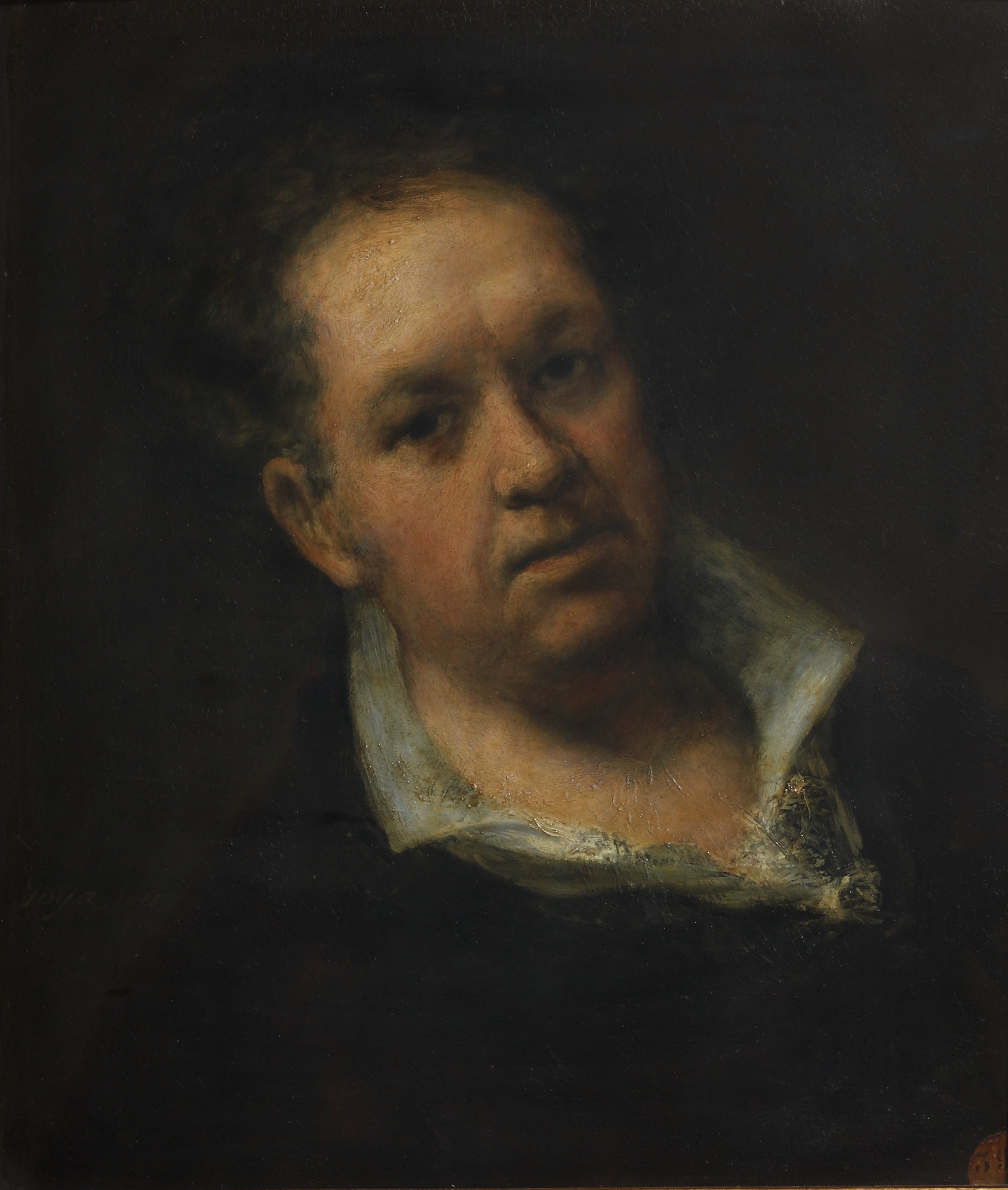
Selbstbildnis Francisco de Goya, 1815

- 30. März: Francisco de Goya, spanischer Maler und Grafiker († 1828)

### Zweites Quartal
- 01. April: Jean-Étienne-Marie Portalis, französischer Jurist, Rechtsphilosoph und Kultusminister († 1807)
- 02. April: Felix Escher vom Glas, Schweizer Politiker († 1805)
- 05. April: August Friedrich Karl von Ziegesar, deutscher Kanzler und Generallandschaftsdirektor († 1813)
- 10. April: Heinrich Sautier, deutscher Jesuit und Stifter († 1810)
- 17. April: Pierre-Frédéric de Meuron (1746–1813), Schweizer Offizier in fremden Diensten, Militärgouverneur von Ceylon und Generalleutnant
- 21. April: James Harris, 1. Earl of Malmesbury, englischer Diplomat († 1820)
- 26. April: John Patten, US-amerikanischer Politiker († 1800)
- 02. Mai: Robert Lindet, französischer Politiker († 1825)
- 05. Mai: Jean-Nicolas Pache, französischer Politiker († 1823)
- 09. Mai: Gaspard Monge, französischer Mathematiker, Chemiker und Physiker († 1818)

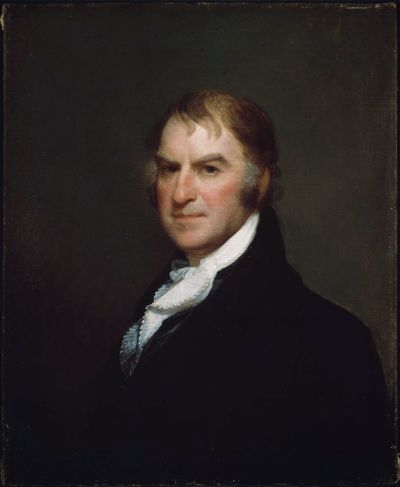
Theodore Sedgwick

- 09. Mai: Theodore Sedgwick, US-amerikanischer Politiker († 1813)
- 15. Mai: Claus Frimann, norwegischer Pfarrer und Dichter († 1829)
- 18. Mai: Félix de Azara, spanischer Offizier, Naturforscher und Landvermesser in Südamerika († 1821)
- 18. Mai: Johann Werner Streithorst, deutscher evangelischer Theologe und Schriftsteller († 1800)
- 19. Mai: Johann Friedrich Peter, US-amerikanischer Komponist († 1813)
- 26. Mai: Johann Friedrich Doles der Jüngere, deutscher Komponist und Rechtsanwalt († 1796)
- 03. Juni: James Hook, englischer Komponist und Organist († 1827)
- 05. Juni: Karl Emanuel, Landgraf von Hessen-Rotenburg († 1812)
- 09. Juni: Justus Christian Heinrich Heyer, deutscher Apotheker und Chemiker († 1821)
- 12. Juni: Isaac Salomon Anspach, Schweizer evangelischer Geistlicher und Politiker († 1825)
- 15. Juni: Charles Louis L’Héritier de Brutelle, deutscher Botaniker († 1800)
- 21. Juni: Egbert Benson, US-amerikanischer Politiker († 1833)
- 26. Juni: Jean-Siffrein Maury, französischer Kleriker und Politiker († 1817)
- 29. Juni: Joachim Heinrich Campe, deutscher Schriftsteller, Verleger, Sprachwissenschaftler und Pädagoge († 1818)
- Juni: Antoine Quentin Fouquier-Tinville, französischer Revolutionär und öffentlicher Ankläger des Revolutionstribunals († 1795)

### Drittes Quartal
- 03. Juli: Sophie Magdalene von Dänemark, Königin von Schweden († 1813)
- 05. Juli: Franz Anton von Zauner, österreichischer Bildhauer († 1822)
- 07. Juli: Ludovit Václav Lachnit, böhmischer Hornist und Komponist († 1820)
- 09. Juli: Franziska Lang, deutsche Soubrette, Tänzerin und Schauspielerin († 1800)
- 11. Juli: Friederike Riedesel zu Eisenbach, deutsche Adelige und Autorin († 1808)
- 16. Juli: Giuseppe Piazzi, italienischer Astronom, Mathematiker und Theologe († 1826)
- 16. Juli: Peter Villaume, deutscher Theologe und Pädagoge († 1825)

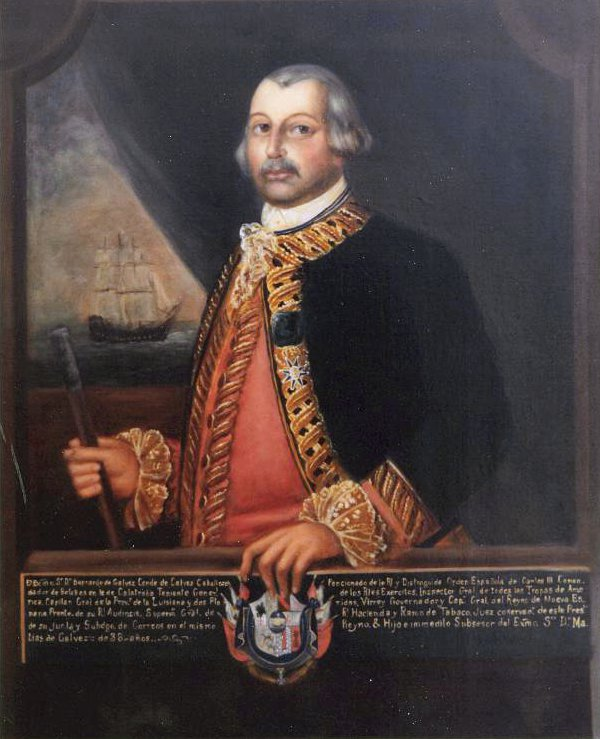
Bernardo de Gálvez y Madrid

- 23. Juli: Bernardo de Gálvez y Madrid, spanischer General und Politiker, Vizekönig von Neuspanien († 1786)
- 25. Juli: Maria Francisca Benedita von Portugal, Prinzessin von Beira († 1829)
- 26. Juli: Hanns Moritz von Brühl, preußischer Intendant der Chausseen († 1811)
- 27. Juli: Jacob Axelsson Lindblom, schwedischer Philologe und Erzbischof von Uppsala († 1819)
- 28. Juli: Thomas Heyward junior, Unterzeichner der Unabhängigkeitserklärung der USA († 1809)
- 30. Juli: Louise du Pierry, französische Astronomin
- 03. August: James Wyatt, britischer Baumeister († 1813)
- 10. August: Johann Friedrich Wenthin, deutscher Orgelbauer († 1805)
- 22. August: Johan Heinrich Knuth, dänischer Gutsbesitzer, Kammerherr und Geheimrat († 1802)
- 22. August: Anna Katharina Schönkopf, Leipziger Wirtstochter und Jugendliebe Johann Wolfgang von Goethes († 1810)
- 26. August: James Brice, US-amerikanischer Politiker, Gouverneur von Maryland († 1801)
- 28. August: Josef Hermenegild Arregger von Wildensteg, Schweizer Politiker († 1834)
- 02. September: Henry Scott, 3. Duke of Buccleuch, schottischer Politiker († 1812)
- 12. September: Michele Arditi, italienischer Jurist und Klassischer Archäologe († 1838)
- 15. September: Karl Gesenius, deutscher Theologe, Jurist und Sammler († 1829)
- 25. September: Luise Mejer, Hannoveraner Großbürgerin († 1786)
- 26. September: Johann Carl Friedrich Dauthe, deutscher Architekt und Kupferstecher († 1816)
- 28. September: William Jones, englischer Indologe und Jurist, Richter am Obersten Gericht in Kalkutta († 1794)
- 28. September: Giovanni Punto, böhmischer Hornist, Violinist und Komponist († 1803)
- 29. September: Ernst Ludwig Gerber, deutscher Komponist und Autor († 1819)

### Viertes Quartal
- 07. Oktober: William Billings, US-amerikanischer Komponist († 1800)
- 10. Oktober: Georg Carl von Bandel, preußischer Regierungsdirektor († 1818)
- 20. Oktober: Werner Marx, preußischer Generalvikar in Köln († 1806)
- 24. Oktober: Edmond Dubois-Crancé, französischer Politiker und General († 1814)
- 27. Oktober: Maria Antonia von Branconi, Mätresse des Erbprinzen Karl Wilhelm Ferdinand von Braunschweig, Freundin von Johann Wolfgang von Goethe und Besitzerin mehrerer Güter († 1793)
- 29. Oktober: Claus Fasting, norwegischer Redakteur und Kritiker († 1791)
- 29. Oktober: Karl II. August, Herzog von Pfalz-Zweibrücken († 1795)
- 09. November: Elisabeth Christine Ulrike von Braunschweig-Wolfenbüttel, Kronprinzessin von Preußen († 1840)
- 10. November: Karl Ludwig von Erlach, Schweizer General († 1798)
- 12. November: Jacques Alexandre César Charles, französischer Physiker und Luftfahrtpionier († 1823)
- 12. November: Tiradentes, brasilianischer Freiheitskämpfer gegen die portugiesische Kolonialmacht in Minas Gerais († 1792)
- 15. November: Joseph Quesnel, kanadischer Komponist, Schriftsteller und Schauspieler († 1809)
- 17. November: Ludwig Wilhelm Alexander von Hövel, badischer Staatsminister († 1829)
- 18. November: Maria Leopoldine von Anhalt-Dessau, Fürstin zur Lippe-Detmold († 1769)
- 21. November: Carl Georg Riedesel zu Eisenbach, Parlamentspräsident und Erbmarschall der hessischen Landgrafen († 1819)
- 22. November: Bernt Anker, norwegischer Kaufmann († 1805)
- 24. November: Christian Heinrich Schmid, deutscher Rechtswissenschaftler, Literaturwissenschaftler und Rhetoriker († 1800)
- 27. November: Increase Sumner, US-amerikanischer Jurist und Politiker († 1799)
- 19. Dezember: Maria Magdalena Keverich, Trierer Bürgerin, Mutter von Ludwig van Beethoven († 1787)
- 20. Dezember: Miguel José de Azanza, spanischer Offizier und Kolonialverwalter, Vizekönig von Neuspanien († 1826)
- 30. Dezember: François-André Vincent, französischer Maler und Zeichner († 1816)

### Genaues Geburtsdatum unbekannt
- Marie-Emmanuelle Bayon Louis, französische Komponistin, Pianistin und Salonnière († 1825)
- Elisha Lawrence, US-amerikanischer Politiker, Gouverneur von New Jersey († 1799)
- Murata Harumi, japanischer Dichter und Kokugaku-Gelehrter († 1812)
- Louise-Jeanne Tiercelin de La Colleterie, französische Adelige, Mätresse des französischen Königs Ludwig XV. († 1779)

### Geboren um 1746
- Susanna Abraham, deutsche Kauffrau und Stifterin († 1821)

## Gestorben

### Januar bis April

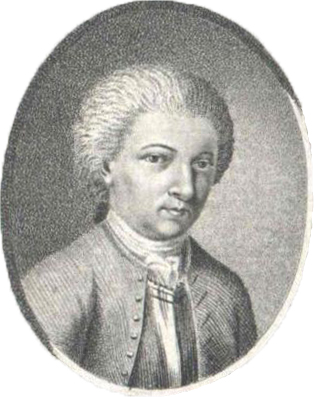
Jacques Égide Duhan de Jandun

- 03. Januar: Jacques Égide Duhan de Jandun, Erzieher Friedrichs des Großen, braunschweigischer Bibliothekar in Blankenburg sowie preußischer Geheimrat im Amt für Auswärtiges (* 1685)
- 04. Januar: Christian Hagmaier, deutscher evangelischer Theologe, Rektor der Universität Tübingen (* 1680)
- 21. Januar: Gottfried Kirchhoff, deutscher Organist und Komponist (* 1685)
- 23. Januar: Peter Zorn, deutscher lutherischer Theologe, Historiker, Gräzist und Hebräist (* 1682)
- 02. Februar: Matthias Desubas, französischer Prediger und evangelischer Märtyrer (* 1720)
- 07. Februar: Jan Albertsz van Dam, niederländischer Mathematiker, Astronom, Landvermesser und Dichter (* 1670)
- 11. Februar: Wassili Wladimirowitsch Dolgorukow, russischer Politiker und Feldmarschall (* 1667)
- 22. Februar: Guillaume Coustou der Ältere, französischer Maler und Bildhauer (* 1677)
- 04. März: Johann Veit Hauck, österreichischer Maler (* 1663)
- 07. März: Christoph Aegidius von Negelein, Bürgermeister in Königsberg (* 1668)
- 10. März: Friedrich Wilhelm, Herzog von Sachsen-Meiningen (* 1679)

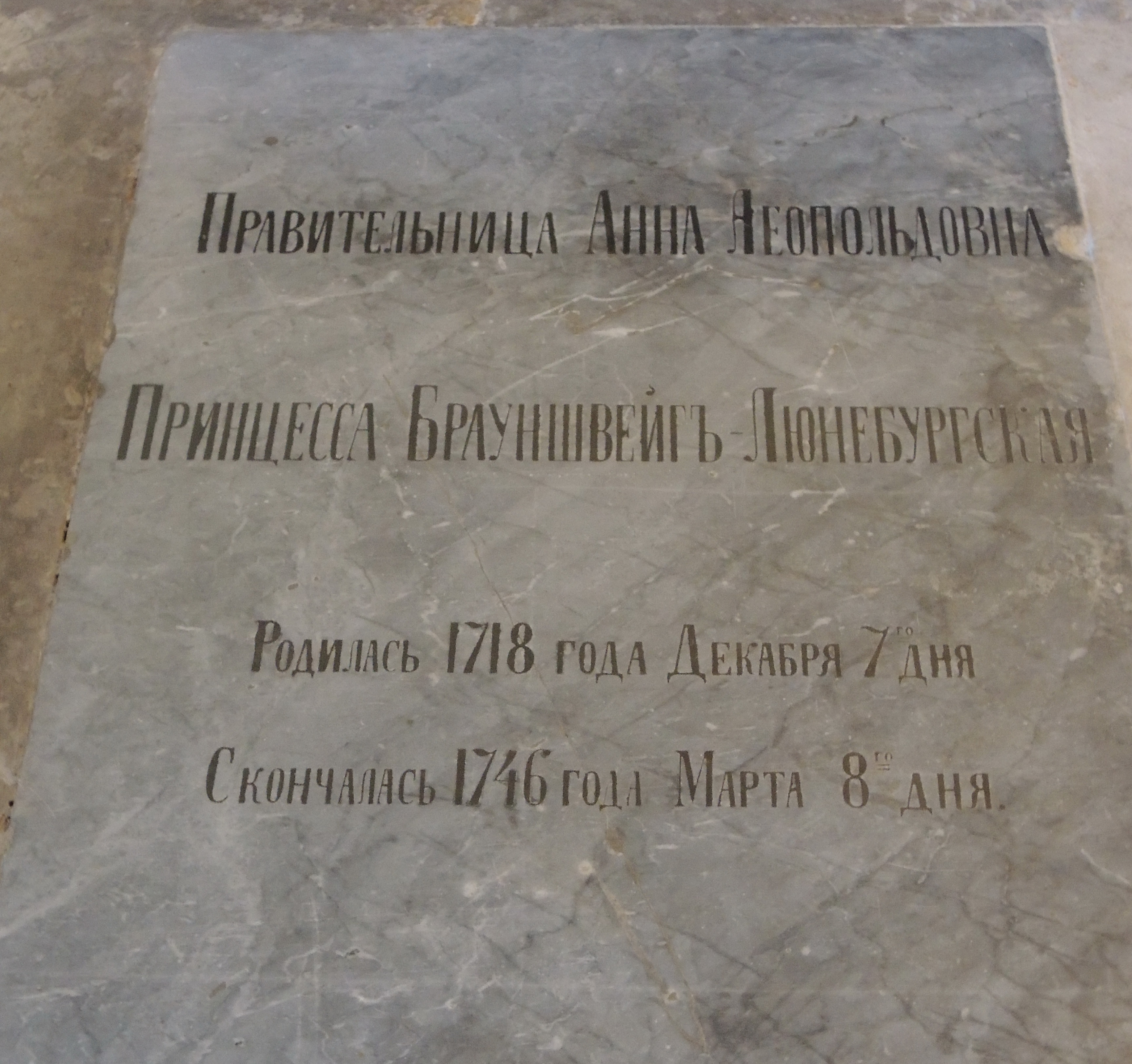
Grabinschrift Anna Leopoldownas

- 18. März: Anna Leopoldowna, Prinzessin von Braunschweig-Wolfenbüttel sowie Großfürstin und Regentin des Russischen Kaiserreichs (* 1718)
- 20. März: Nicolas de Largillière, französischer Maler (* 1656)
- 22. März: Karl Sebastian Flacker, österreichisch-böhmischer Bildhauer (* 1679)
- 24. März: Joseph Franz Valerian von Arco, Fürstbischof von Chiemsee (* 1686)
- 28. März: Bernhard Walther Marperger, deutscher lutherischer Theologe (* 1682)
- 30. März: Jean-Joseph Fiocco, flämischer Komponist und Kapellmeister (* 1686)
- 30. März: Ignaz Kögler, deutscher Jesuit und China-Missionar (* 1680)
- 11. April: Sadiq Muhammad Khan I., Nawab von Bahawalpur
- 14. April: Ernst Ferdinand, Herzog zu Braunschweig und Lüneburg (* 1682)
- 15. April: Francisco Caporale, italienischer Komponist und Violoncellist (* um 1700)
- 17. April: Christian Müller, deutscher Pädagoge (* 1666)

### Mai bis August
- 04. Mai: Antonio Pollarolo, italienischer Organist und Komponist (* 1676)
- 07. Mai: Thomas Hanmer, 4. Baronet, britischer Politiker und Herausgeber der Werke Shakespeares (* 1677)
- 14. Mai: Franz Conrad Romanus, Bürgermeister von Leipzig (* 1671)
- 15. Mai: Andreas Adam, deutscher Architekt (* 1699)
- 15. Mai: John James, englischer Architekt (* 1673)
- 16. Mai: Johann Adolf II., Herzog von Sachsen-Weißenfels und Fürst von Sachsen-Querfurt (* 1685)
- 16. Mai: Mosche Chaim Luzzatto, jüdischer Philosoph und Kabbalist (* 1707)
- 22. Mai: Franz Michael Hueber, österreichischer Maler (* vor 1685)
- 22. Mai: Marianus Pusch, Benediktiner und Abt der Abtei Niederaltaich (* 1687)
- 25. Mai: Johann Gottfried Schaumburg, deutscher Rechtswissenschaftler (* 1703)
- 03. Juni: Hacı Beşir Ağa, aus Äthiopien stammender Obereunuch am Sultanshof in Istanbul (* um 1655)
- 08. Juni: Friedrich III., Landgraf von Hessen-Homburg (* 1673)
- 08. Juni: Giacomo Leoni, italienischer Architekt in England (* 1686)
- 13. Juni: Elias Hößler, deutscher Orgelbauer (* 1663)
- 14. Juni: Colin Maclaurin, schottischer Mathematiker, Geodät und Geophysiker (* 1698)

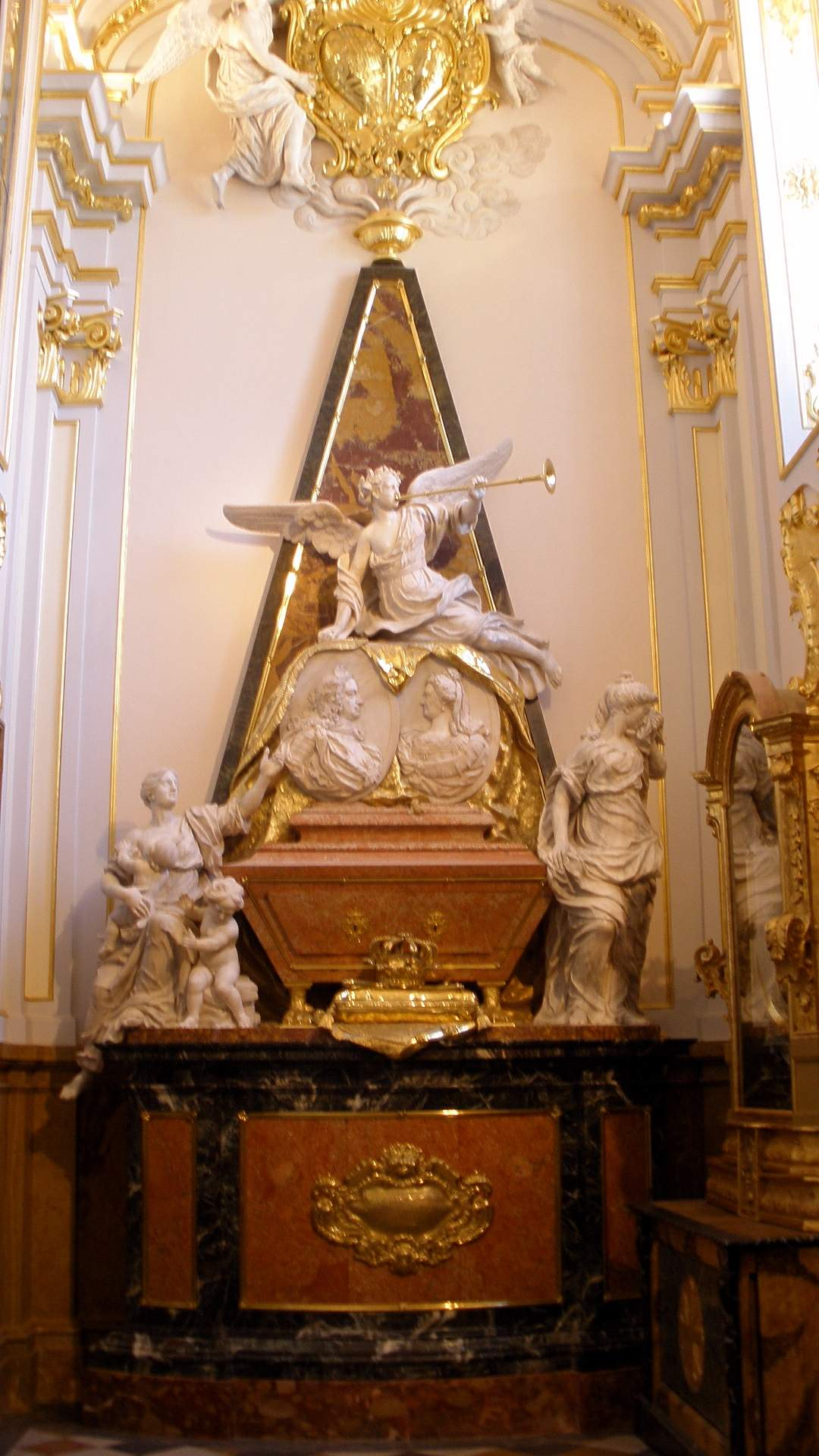
Das Grabmal Philipps V.

- 09. Juli: Philipp V., König von Spanien, König von Sardinien und König von Sizilien und Neapel (* 1683)
- 22. Juli: Maria Theresia Rafaela von Spanien, Dauphine von Frankreich (* 1726)
- 26. Juli: Friedrich Karl von Schönborn-Buchheim, Fürstbischof von Würzburg und Bamberg sowie Reichsvizekanzler (* 1674)
- 28. Juli: John Peter Zenger, deutsch-amerikanischer Publizist und Verleger (* 1697)
- 30. Juli: Francesco Trevisani, italienischer Maler (* 1656)

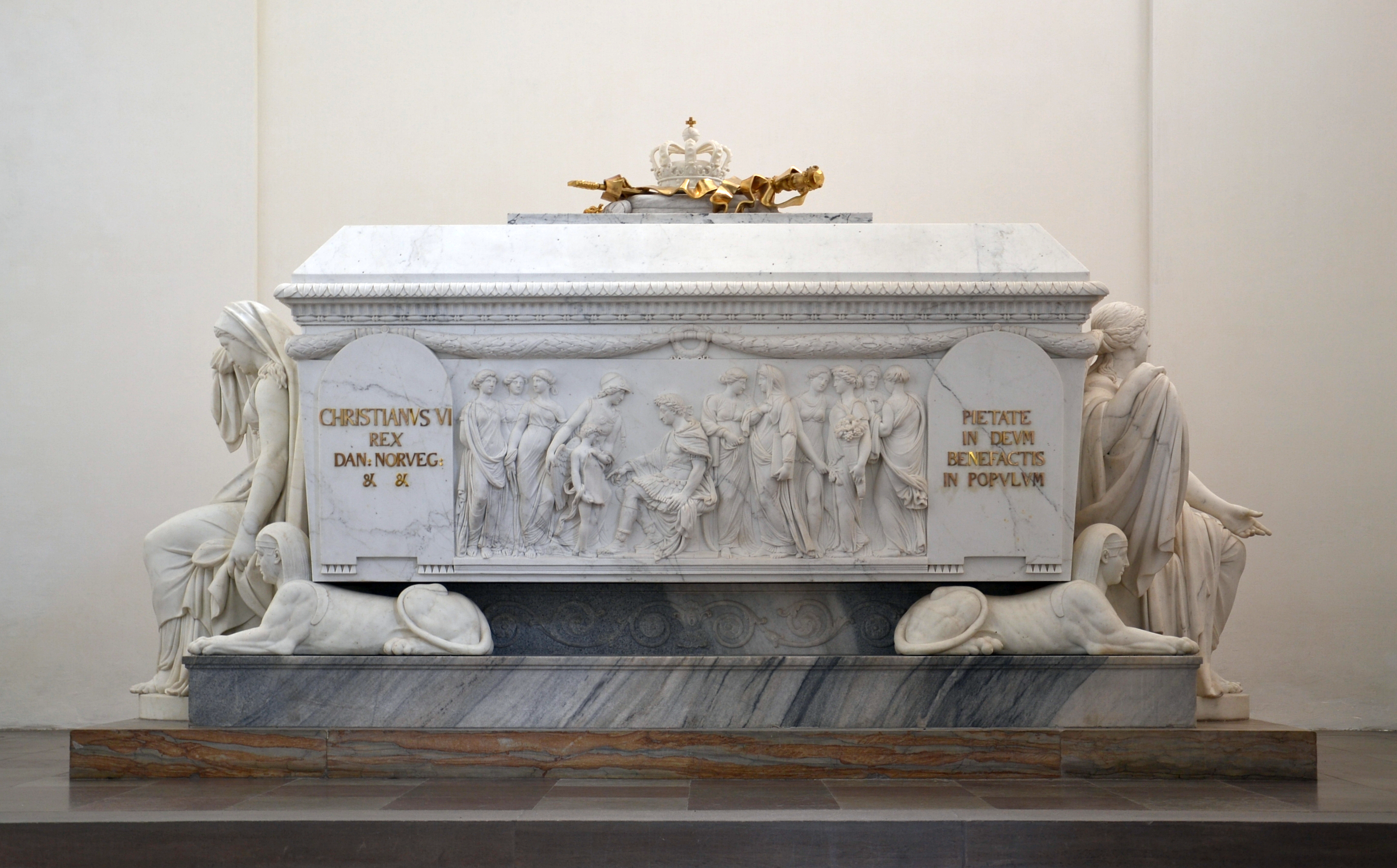
Das Grab Christians VI. in der Kathedrale von Roskilde

- 06. August: Christian VI., König von Dänemark und Norwegen, Herzog von Schleswig und Holstein und Graf von Oldenburg und Delmenhorst (* 1699)
- 08. August: Margherita de L’Épine, Opernsängerin (Sopran), Händel-Interpretin (* um 1680–1683)
- 13. August: Israel Traugott Garmann, sächsischer evangelisch-lutherischer Theologe, Pastor und Magister (* 1684)
- 16. August: Giuseppe Gonzaga, Herzog von Guastalla (* 1690)
- 27. August: Johann Caspar Ferdinand Fischer, deutscher Komponist und Musiker (* 1656)

### September bis Dezember
- 02. September: Jean-Baptiste Colbert de Torcy, französischer Diplomat und Außenminister (* 1665)
- 10. September: Maximilian Ulrich von Kaunitz, kaiserlicher Diplomat und Landeshauptmann von Mähren (* 1679)
- 20. September: Johann Arnold de Reux, Generalvikar und Offizial des Erzbischofs von Köln (* 1665)
- 06. Oktober: Anna Margareta Pfeffer, deutsche Dichterin (* 1679)
- 12. Oktober: Augustin Friedrich Walther, deutscher Arzt, Anatom und Botaniker (* 1688)
- 14. Oktober: Domenico Alberti, venezianischer Sänger und Komponist (* um 1710)
- 05. November: Johann Ludwig II., Fürst von Anhalt-Zerbst (* 1688)
- 23. November: Georg Wilhelm Steller, deutscher Arzt und Naturwissenschaftler (* 1709)
- 04. Dezember: Johann Harper, schwedischer Maler (* 1688)
- 10. Dezember: Teodorico Pedrini, italienischer Missionar, Cembalist und Komponist (* 1671)
- 14. Dezember: José Antonio de Mendoza Caamaño y Sotomayor, spanischer Kolonialverwalter, Vizekönig von Peru (* 1667)

### Genaues Todesdatum unbekannt
- Jechiel Heilprin, Rabbiner, Jeschiwa-Leiter, Talmudist und Chronist des Judentums (* um 1660)
- Francis Hutcheson, irisch-schottischer Philosoph und Ökonom (* 1694)
- Grizel Steevens, englisch-irische Wohltäterin (* 1653)
- Vittoria Tarquini, genannt La Bombace, italienische Opernsängerin (* um 1670)